# Liste du patrimoine culturel immatériel de l'humanité en Serbie
Cet article recense les pratiques inscrites au patrimoine culturel immatériel en Serbie.

## Statistiques
La Serbie a ratifié la convention pour la sauvegarde du patrimoine culturel immatériel le 30 juin 2010. La première pratique protégée est inscrite en 2014.
En 2024, la Serbie compte 6 éléments inscrits au patrimoine culturel immatériel, sur la liste représentative.

## Listes

### Liste représentative
L'élément suivant est inscrit sur la liste représentative du patrimoine culturel immatériel de l'humanité :
| Élément | Type                                                                                           | Subdivision | Année | Lien  | Notes | Illus. |
| --- | ---------------------------------------------------------------------------------------------- | ----------- | ----- | ----- | ----- | ------ |
| La Slava, célébration de la fête du saint patron de la famille                                                                              | pratiques sociales, rituels et événements festifs                                              |             | 2014  | 01010 |       |        |
| Le kolo, danse traditionnelle | arts du spectacle                                                                              |             | 2017  | 01270 |       |        |
| Le chant accompagné au gusle | arts du spectacle                                                                              |             | 2018  | 01377 |       |        |
| La fabrication de la poterie de Zlakusa, poterie au tour manuel dans le village de Zlakusa                                                  | savoir-faire liés à l'artisanat traditionnel                                                   | Zlakusa     | 2020  | 01466 |       |        |
| Les pratiques sociales et les connaissances liées à la préparation et à l'utilisation de l’eau-de-vie traditionnelle de prunes (šljivovica) | pratiques sociales, rituels et événements festifs savoir-faire liés à l'artisanat traditionnel |             | 2022  | 01882 |       |        |
| La pratique de l'art naïf de Kovačica (sr)                                                                                                  | traditions et expressions orales savoir-faire liés à l'artisanat traditionnel                  | Kovačica    | 2024  | 02104 |       |        |

### Patrimoine immatériel nécessitant une sauvegarde urgente
La Serbie ne compte aucun élément listé sur la liste du patrimoine immatériel nécessitant une sauvegarde urgente.

### Registre des meilleures pratiques de sauvegarde
La Serbie ne compte aucune pratique listée au registre des meilleures pratiques de sauvegarde.